# Alpina (azienda orologiera)
Alpina è un'azienda svizzera produttrice di orologi, attualmente con sede a Ginevra.

## Storia

### La fondazione e l'Esposizione di Parigi (1883-1900)
Nel 1883 Gottlieb Hauser creò una corporazione di orologiai svizzeri in cui si potessero mettere in comune conoscenze e componenti per la realizzazione di segnatempo. La società, chiamata inizialmente SUG, acronimo tedesco, ebbe l’occasione di partecipare all’Esposizione Internazionale di Parigi del 1900 e di ottenere un buon successo e un pubblico di larga scala in Svizzera, Germania e nell’Impero Russo. A inizio Novecento l’azienda assume il nome di Union Horologère e, contestualmente, si inizia anche ad utilizzare il nome Alpina, appena registrato, per i segnatempo di più alta qualità. In questo periodo si possono trovare orologi da tasca di elevatissima fattura, con casse incise, molti dei quali aventi la certificazione di cronometro, tutti animati da calibri di manifattura, per lo più da 19". Contemporaneamente, orologi di minor pregio vengono venduti con altri marchi, come ad esempio Festa o Terval.

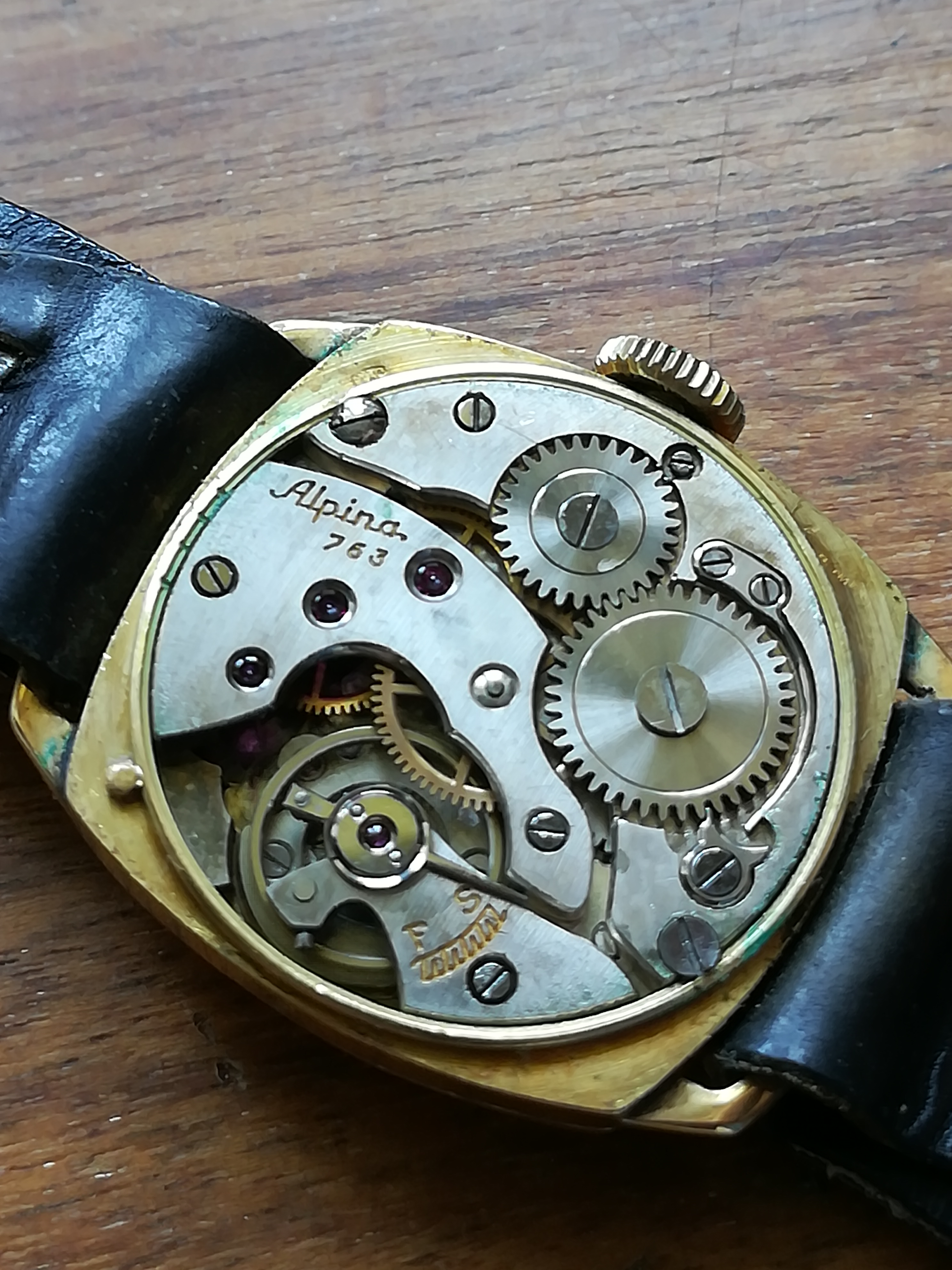
Calibro Alpina 763, prodotto tra il 1929 e il 1937

### Il successo commerciale e l'esperienza tedesca (1910-1920)
Col passare del tempo, però, la maggior parte dei segnatempo riportano sul quadrante il nome Alpina, che viene accompagnato dallo storico logo, presente ancor oggi, del triangolo con al centro un cerchio, all’interno del quale trova spazio il nome del marchio. La reputazione dell’azienda continua a crescere, anche grazie all’offerta: al 1912 erano ben 27 i calibri di manifattura che la Maison aveva a catalogo, e una volta finita la Prima Guerra Mondiale ammontano a circa duemila i rivenditori di Alpina in tutta Europa e non solo.

La casa svizzera ottiene un sempre maggior consenso anche in Germania, dove, per assecondare le tendenze di mercato, inizia a produrre parti dei suoi orologi (per l’esattezza a Glashütte, dove attorno al 1909 apre una propria filiale produttiva), entrando presto in competizione con altri marchi orologieri tedeschi. Il successo tedesco porta la Maison di Bienne a nominare tre agenti che si possano dedicare al mercato della Germania: essi sono Wilhelm Ulrich ed i fratelli Emil e Richard Rothmann. Alpina conclude l’avventura in Sassonia negli anni ’20, separandosi, anche per ragioni geopolitiche, dalla sua filiale produttiva in Germania. Questo comparto produttivo ormai autonomo cambierà nome in Dugena (acronimo tedesco di “cooperativa degli orologiai tedeschi Alpina”) tra il 1942 e il 1945, dopo che gli Alleati vietano ad Alpina di vendere in Germania i propri orologi con suo nome. La sede di Dugena viene trasferita a Darmstadt.

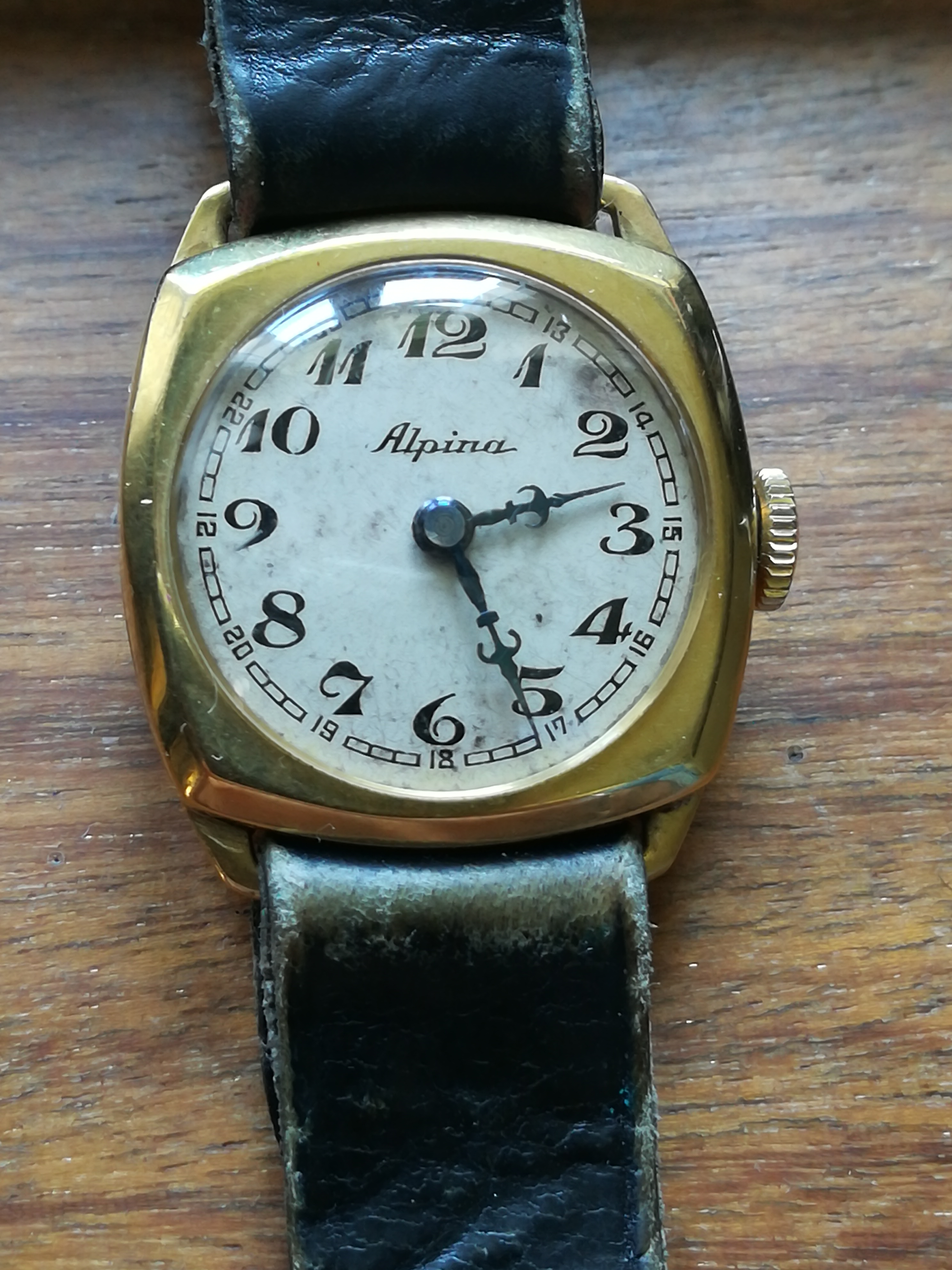
Alpina oro donna carica manuale, fine anni '20/inizio anni '30

### La collaborazione con Rolex e Gruen e l'Alpina 4 (1930-1950)
Alla fine degli anni Venti la casa decide di stringere una partnership con Gruen, maison orologiera statunitense, che sarà di breve durata, ma proficua. Da questa partnership, Alpina sperava di ottenere diffusione negli USA, mentre Gruen di acquisire maggior visibilità in Europa. All’inizio degli anni ’30, inoltre, Alpina-Gruen decide di collaborare con Rolex: da questa sinergia nasce il Rolex Prince e l’Alpina-Gruen Tecno, conosciuti anche con il nome di “Doctor’s Watch”, animati da movimenti che seguono la curvatura del polso e denominati Alpina-Gruen 311.
La collaborazione contribuì anche ad adottare anche altri calibri in comune, condivisi anche con Rolex, e a brevettare una nuova corona di carica maggiormente resistente a sporco e polvere. Oltre ai famosi orologi da medico, sul mercato vengono proposti anche altri segnatempo da polso e orologi da tavolo con il doppio marchio stampato sul quadrante. Tuttavia ciò non si dimostrò sufficiente per proseguire la relazione professionale per scarso successo commerciale. Tra il 1935 e il 1937 Alpina cessò i rapporti con Gruen e si ritrovò nuovamente sola, non prima di aver lanciato sul mercato il suo primo segnatempo sportivo, il Block Uhr.
Alla fine degli anni ’30 cessa la produzione di orologi da tasca, e nel 1938 la casa lancia quello che probabilmente è la pietra miliare della propria produzione: l’Alpina 4, disponibile sia con secondi centrali, sia con piccoli secondi. Il numero stava a significare le sue quattro virtù: antimagnetismo, dispositivo antishock, cassa in acciaio e waterproof, il tutto garantito anche grazie a movimenti robusti e ben rifiniti: il 592 con secondi al 6 e il 598 con secondi centrali.
Nel 1944 viene presentato il primo orologio della Maison con calibro automatico, che va ben presto ad animare l'Alpina President. Si tratta del movimento 582 con secondina e bumper, cioè con la massa oscillante che “rimbalza” a contatto con due molle respingenti, seguito dal 584, con secondi centrali. Il catalogo della casa si arricchisce presto anche dei vari sportivi Alpina 70 e Tropicproof, dello Standard, una versione del President senza datario, e del Comtesse, dedicato al pubblico femminile (nome adottato tutt'oggi), affiancato dal La Belle, in tutte le sue forme variegate.

### 1960-1970
È dei primi anni ’60, il Seastrong, il primo vero diver della casa, e lo Starliner, collezione che sopravviverà, assieme al Seastrong, anche nel decennio successivo.
Gli anni Settanta segnano, con l’avvento del quarzo, un enorme problema per la sopravvivenza dei calibri meccanici, più pregiati, ma ben più costosi e meno precisi della concorrenza. Dapprima la Maison riduce la produzione di calibri in house affidandosi alla fornitura di movimenti AS personalizzati, ma le difficoltà finanziarie proseguono e in quel periodo viene acquistata da investitori tedeschi. Non scompare, ma le vendite vengono ridotte all’osso, complice la tardiva adozione della nuova tecnologia al quarzo: in questo periodo sono più facilmente rinvenibili, infatti, alcuni solotempo o cronografi con cassa a cuscino e animati da ETA o Lemania con massa oscillante decorata dalla Maison, mentre per il pubblico femminile c’era la collezione La Belle. La casa realizza comunque anche qualche quarzo con schermo LCD.

### Il nuovo millennio con i coniugi Stas
Dopo decenni di incertezza, nel 2002 il marchio viene acquistato dagli olandesi Peter e Aletta Stas, marito e moglie, già fondatori nel 1991 della maison orologiera "Frederique Constant", nome nato dall'unione dei nomi di battesimo dei due bisnonni: Frederique per Alletta e Constant per Peter. 
La nuova acquisizione ha rilanciato prepotentemente il marchio, che a Baselworld 2003 ha presentato la collezione Startimer dedicata all’aviazione. La "Frederique Constant" offre inoltre i propri movimenti di manifattura, che vengono modificati esteticamente, con la massa oscillante asimmetrica e dalla forma non convenzionale, come sui movimenti automatici degli Alpina anni ’50 (il famoso “hammer automatic”). L’utilizzo di questi movimenti ha consentito ad Alpina di riempire il proprio catalogo con un Worldtimer, un Regolatore, un cronografo flyback e addirittura un Tourbillon Regolatore.
Nel 2006 viene aperta una nuova manifattura a Plan-les-Ouates, nei pressi di Ginevra. Nel 2013, per i 130 anni di attività della Maison, è stato presentato il cronografo 130 Heritage Pilot, un crono con due subdials pressoché identico, tranne che per le misure a quei crono in voga a cavallo tra le due guerre mondiali. Recentemente la casa ha associato il suo nome a molteplici sport, proprio per voler mettere in risalto la sua anima avventuriera: grazie a queste partnership commerciali sono nati i vari Alpina Extreme Diver ed Extreme Sailing e il Racing 12 Ore di Sebring, di cui la casa è cronometrista ufficiale. In linea con Frederique Constant, anche Alpina ha ora a catalogo diversi smartwatch, di cui un ibrido.
È recentissima la partnership stretta con Gyre per la realizzazione di un orologio della linea Seastrong con cassa, cinturino e scatola realizzati da plastiche riciclate.
Alpina è bastata sempre caratterizzata da robuste creazioni particolarmente apprezzate da esploratori e alpinisti in alcune delle imprese più estreme, negli anni attorno al 1930 è stata fra le prime aziende a costruire i parametri per un vero orologio sportivo, settore divenuto popolare moltissimi anni dopo.

### Acquisito dal gruppo Citizen (2016)
Dirigenti dei brand, chiamati dai coniugi Stas rimasti a gestire in piena libertà (da parte di Citizen), sono Niels Eggerdings CEO del gruppo Frederique Constant, e Oliver van Lanschot Hubrecht, direttore del brand Alpina, aziende che lavorano in sinergia visto la comune proprietà. Alpina è  un marchio legato al mondo degli sports outdoor quindi ha legami con il mondo dello sci, le immersioni e la vela.
La Alpina viene acquisita da Frederique Constant nel 2003, restando la presenza dei proprietari coniugi Stas, poi tutto viene assorbito (2016) nel gruppo Citizen Watches, fornendo tecnologie ma lasciando  la piena libertà come consulenti e supervisori alle linee di produzione ai coniugi olandesi per le due aziende orologiere. La presenza del gruppo giapponese ha portato ad un aumento delle vendite nel 2018 del 35%.